# Musée d'histoire des juifs d'Odessa
Le  musée des Juifs d'Odessa  (en ukrainien : Музей исторії евреев Одессы «Мигдаль-Шорашим») d'Odessa se situe au 66 de la rue Nijinska dans un quartier où la culture juive populaire était présente avant la Shoah.

## Historique
Fondé en 2002, il comprend environ 13 000 objets de collection, et est constitué de sept salles d'exposition. Le bâtiment est classé.

## Images

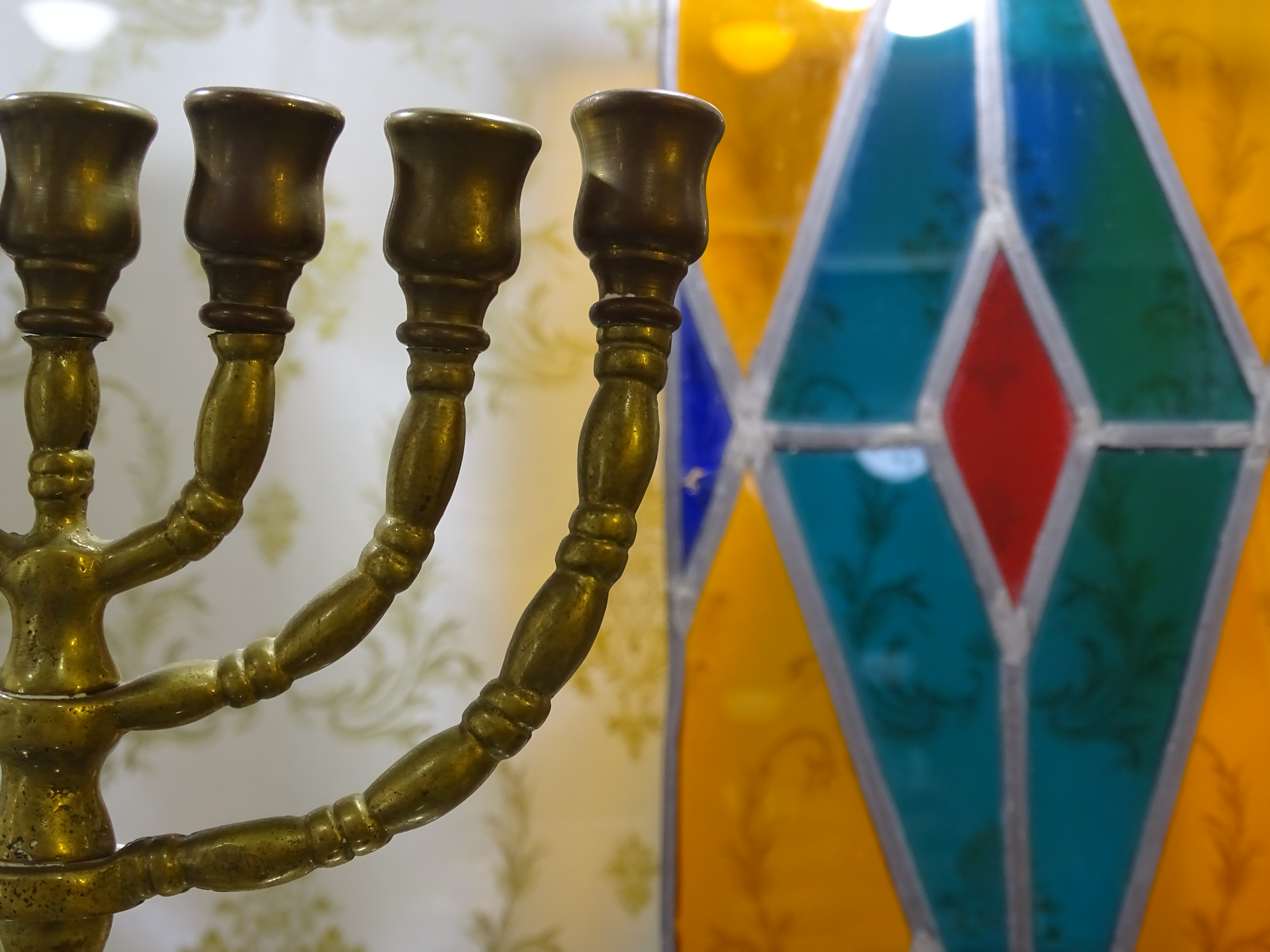

### Sources
- (uk) Cet article est partiellement ou en totalité issu de l’article de Wikipédia en ukrainien intitulé « Музей історії євреїв Одеси «Мігдаль-Шорашим» » (voir la liste des auteurs).